# 蔣揚仁欽
蔣揚仁欽（1977年—），本名黃春元，臺灣人，西藏知名佛教學者，哈佛大學南亞系博士，早年曾出家。
十二歲前往北印度達蘭薩拉的辯經學院（Institute of Buddhist Dialectics）學習《釋量論》、《現觀莊嚴論》、《入中論》、《戒律本論》、《俱舍論》等五部大論，也研究黃、紅、花、白等四大教派，精通英語、藏語、華語，十九歲即擔任達賴十四世的華語口譯員。
二十七歲還俗，至今依然為達賴的首席華語翻譯，且是其重要幕僚。他並創立譯經院，盡量培育譯經者。曾經著作、翻譯許多佛學書籍。
中文著作：《為什麼學佛》。